# George Chandler
George Chandler (Waukegan, 30 giugno 1898 – Los Angeles, 10 giugno 1985) è stato un attore statunitense.
Dal 1960 al 1963 fu presidente del sindacato Screen Actors Guild. È conosciuto soprattutto per aver interpretato il personaggio dello zio Petrie Martin nella serie TV degli anni '50 Lassie.
Morì nel 1985 all'età di 86 anni. È sepolto nel Forest Lawn Memorial Park di Glendale, California.

## Filmografia parziale

### Cinema
- Fiamme di gelosia (Doctors' Wives), regia di Frank Borzage (1931)
- Man of the World, regia di Richard Wallace e Edward Goodman (1931)
- Afraid to Talk, regia di Edward L. Cahn (1932)
- Uomini nello spazio (Parachute Jumper), regia di Alfred E. Green (1933)
- Il pugnale cinese (The Kennel Murder Case), regia di Michael Curtiz (1933)
- La donna del giorno (Libeled Lady), regia di Jack Conway (1936)
- Il tesoro del fiume (Old Hutch), regia di J. Walter Ruben (1936)
- Here Comes Trouble, regia di Lewis Seiler (1936)
- Sotto la maschera (Big Town Girl), regia di Alfred L. Werker (1937)
- Beau Geste, regia di William A. Wellman (1939)
- Alba di gloria (Young Mr. Lincoln), regia di John Ford (1939)
- Arizona, regia di Wesley Ruggles (1940)
- Condannatemi se vi riesce! (Roxie Hart), regia di William A. Wellman (1942)
- Avvenne domani (It Happened Tomorrow), regia di René Clair (1944)
- Hotel Mocambo  (Step Lively), regia di Tim Whelan (1944)
- Il piccolo gigante (Little Giant), regia di William A. Seiter (1946)
- Scandalo in famiglia (Lover Come Back), regia di William A. Seiter (1946)
- Strana personificazione (Strange Impersonation), regia di Anthony Mann (1946)
- Solo chi cade può risorgere (Dead Reckoning), regia di John Cromwell (1947)
- La città magica (Magic Town), regia di William A. Wellman (1947)
- Sul fiume d'argento (Silver River), regia di Raoul Walsh (1948)
- Jim lo sfregiato (Hollow Triumph), regia di Steve Sekely (1948)
- L'amante del bandito (Singing Guns), regia di R.G. Springsteen (1950)
- Intermezzo matrimoniale (Perfect Strangers), regia di Bretaigne Windust (1950)
- I predoni del Kansas (Kansas Raiders), regia di Ray Enright (1950)
- Donne verso l'ignoto (Westward the Women), regia di William A. Wellman (1951)
- Il cacciatore del Missouri (Across the Wide Missouri), regia di William A. Wellman (1951)
- Minnesota (Woman of the North Country), regia di Joseph Kane (1952)
- La vendicatrice dei Sioux (Rose of Cimarron), regia di Harry Keller (1952)
- Perdono (This Woman Is Dangerous), regia di Felix E. Feist (1952)
- Il mio uomo (My Man and I), regia di William A. Wellman (1952)
- Il favoloso Andersen (Hans Christian Andersen), regia di Charles Vidor (1952)
- Incontriamoci alla fiera (Meet Me at the Fair), regia di Douglas Sirk (1953)
- L'isola nel cielo (Island in the Sky), regia di William A. Wellman (1953)
- Gli avvoltoi della strada ferrata (Rails Into Laramie), regia di Jesse Hibbs (1954)
- Prigionieri del cielo (The High and the Mighty'), regia di William A. Wellman (1954)
- La valanga degli uomini rossi (Apache Ambush), regia di Fred F. Sears (1955)
- Addio, lady (Good-bye, My Lady), regia di William A. Wellman (1956)
- L'uomo della legge (Gunsight Ridge), regia di Francis D. Lyon (1957)
- La legge dei fuorilegge (Law of the Lawless), regia di William F. Claxton (1964)
- Chi giace nella mia bara? (Dead Ringer), regia di Paul Henreid (1964)
- La vendetta degli Apache (Apache Uprising), regia di R.G. Springsteen (1965)
- Uno spaccone chiamato Hark (One More Train to Rob), regia di Andrew V. McLaglen (1971)
- Incredibile viaggio verso l'ignoto (Escape to Witch Mountain), regia di John Hough (1975)
- Quella sporca ultima notte (Capone), regia di Steve Carver (1975)
- Filo da torcere (Every Which Way But Loose), regia di James Fargo (1978)
- La banda delle frittelle di mele 2 (The Apple Dumpling Gang Rides Again), regia di Vincent McEveety (1979)

### Televisione
- Lux Video Theatre – serie TV, 7 episodi (1952-1955)
- Gianni e Pinotto (The Abbott and Costello Show) – serie TV, episodi 1x23-2x22 (1953-1954)
- Waterfront – serie TV, 10 episodi (1954)
- Mickey Rooney Show (The Mickey Rooney Show) – serie TV, episodio 1x14 (1954)
- TV Reader's Digest – serie TV, episodio 1x02 (1955)
- Kings Row – serie TV, episodio 1x01 (1955)
- Wire Service – serie TV, episodio 1x09 (1956)
- Corky, il ragazzo del circo (Circus Boy) – serie TV, episodio 1x05 (1956)
- Telephone Time – serie TV, episodio 2x06 (1956)
- Lassie – serie TV, 59 episodi (1956-1959)
- Men of Annapolis – serie TV, episodio 1x09 (1957)
- Sugarfoot – serie TV, episodio 1x02 (1957)
- General Electric Theater – serie TV, episodi 6x03-8x29 (1957-1960)
- Ichabod and Me – serie TV, 36 episodi (1961-1962)
- Gli uomini della prateria (Rawhide) – serie TV, episodio 6x12 (1963)
- I giorni di Bryan (Run for Your Life) – serie TV, episodio 1x15 (1966)
- Corri e scappa Buddy (Run Buddy Run) – serie TV, episodio 1x08 (1966)
- Bonanza – serie TV, episodio 8x34 (1967)
- Il virginiano (The Virginian) – serie TV, episodio 9x04 (1970)